# Toxorhina hoogstraali
Toxorhina hoogstraali är en tvåvingeart som beskrevs av Alexander 1948. Toxorhina hoogstraali ingår i släktet Toxorhina och familjen småharkrankar. Inga underarter finns listade i Catalogue of Life.